# Histoire militaire du Canada pendant la Première Guerre mondiale
Pour un article plus général, voir Histoire militaire du Canada.
 (octobre 2024).
Quand la Première Guerre mondiale commence en 1914, tous les dominions de l'Empire britannique, dont le Canada, sont appelés à prendre part au conflit. Cependant, et ce, pour la première fois dans l'histoire militaire du Canada, les Forces armées canadiennes combattent en tant que corps d'armée distinct, sous les ordres d'un commandant canadien. Des batailles comme la bataille de Vimy, la bataille de Passchendaele et la bataille de la Somme sont reconnues depuis ce temps par la mémoire canadienne collective comme les prémices d'un Canada indépendant.
Les pertes totales du Canada pendant la Première Guerre mondiale se chiffrent à environ 67 000 morts et 173 000 blessés. Afin de bien mesurer l'ampleur de ces pertes, il faut les comparer aux sept millions d'habitants qui constituaient le Canada au début du conflit.

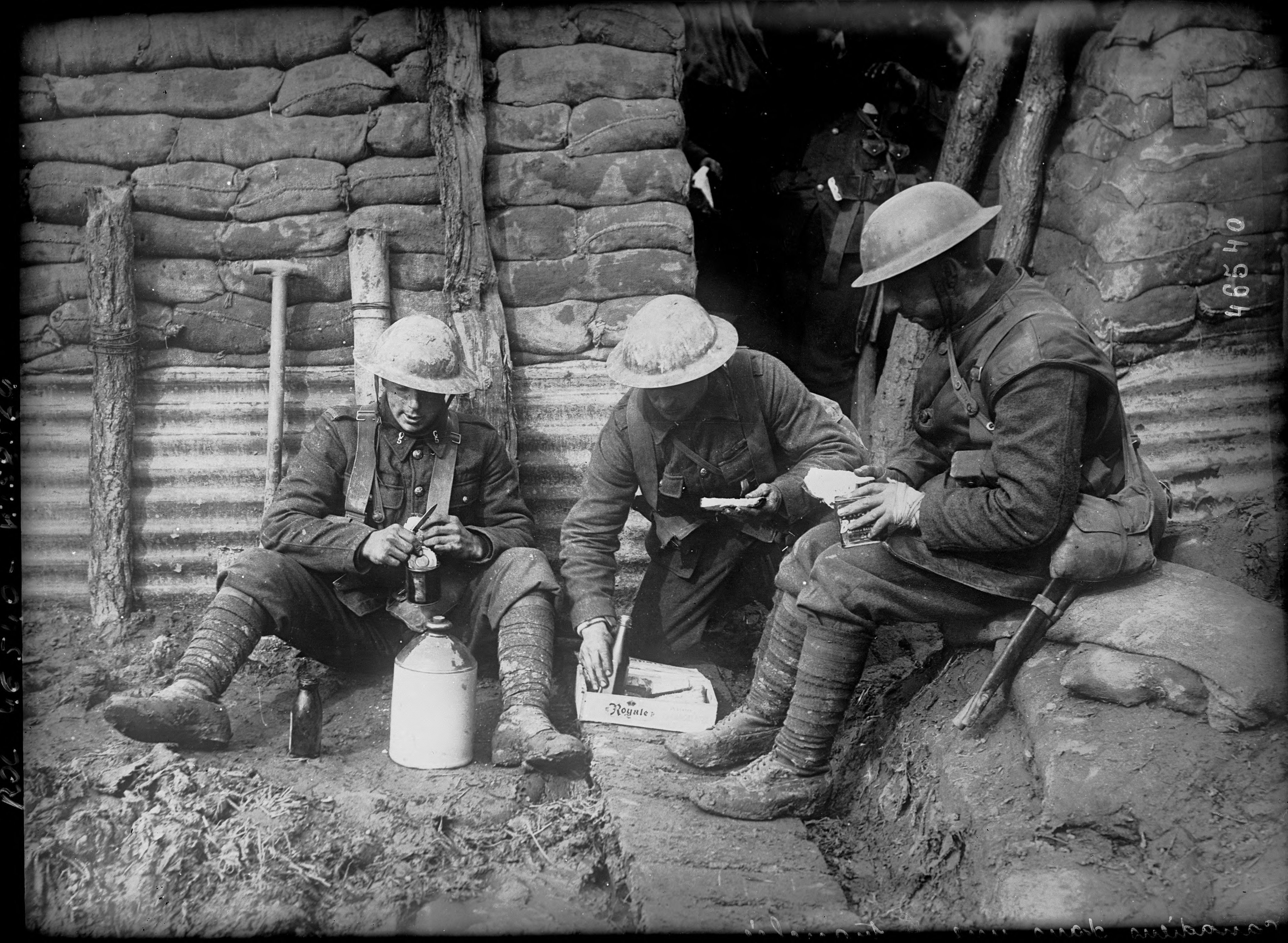
Soldats canadiens dans une tranchée

## Début du conflit
L’assassinat à Sarajevo, le 28 juin 1914, de l’héritier au trône austro-hongrois, l’archiduc François-Ferdinand, constitue la raison apparente au déclenchement, un mois plus tard, d’une crise politico-militaire qui enfonce, en quelques semaines, l'Europe dans une guerre sanglante. Au cours du XIXe siècle et au début du XXe siècle, le jeu d’alliances établies oppose deux blocs. D’un côté, on compte l’Allemagne, l’Autriche-Hongrie et l’Italie qui forment la Triple Alliance. L’Italie souhaitait d’abord rester neutre concernant la guerre, mais, en 1915, elle s’allie à la Triple Entente comprenant la France, le Royaume-Uni et la Russie. À la suite de la révolution bolchevique en 1917, la Russie ne prendra plus part au conflit. Des pays vont s’unir aux deux alliances, la Triple Entente accueille les États-Unis, la Roumanie et la Grèce tandis que l'Empire ottoman et la Bulgarie joignent l’Allemagne et l’Autriche-Hongrie. Lorsque les armées allemandes qui, selon leur Plan Schlieffen, se dirigent pour attaquer la France par le Nord et transgressent la neutralité du territoire belge, la Grande-Bretagne déclare la guerre à l’Allemagne. Le discours prononcé par le premier ministre britannique, Herbert H. Asquith, à la Chambre des communes, à Londres, au début de la guerre, relate que la Grande-Bretagne devait entrer en guerre, car elle avait l’obligation de faire respecter le traité de neutralité. On reconnaît toutefois que des raisons beaucoup plus complexes ont motivé les Britanniques à aller de l’avant dans le conflit comme l’économie en plein essor de l’Allemagne depuis la deuxième moitié du XIXe siècle. La Grande-Bretagne avait certainement un but précis, celui de préserver le statu quo en Europe.
Quand la Grande-Bretagne déclare la guerre éponyme à l'Allemagne le 4 août 1914, le Canada et tous les dominions de l'Empire britannique sont automatiquement impliqués, sans aucune consultation au préalable. Le 5 août, le gouverneur général du Canada déclare que le Canada entre en guerre contre l'Allemagne. Il en était certes l'unique obligation du Canada de participer à la guerre. Toutefois, l’ampleur de la participation militaire aux côtés de la Grande-Bretagne est une décision qui appartenait au gouvernement canadien, lequel demeurait responsable de définir sa contribution. La majorité des Canadiens approuvent cette décision et se rangent derrière la Grande-Bretagne. En effet, Sir Wilfrid Laurier déclare:

« Il est de notre devoir de faire savoir à la Grande-Bretagne, à ses alliés ainsi qu'à ses ennemis que les Canadiens sont animés par un seul et même sentiment et font bloc derrière la mère-patrie. »

L'offre d'assistance du premier ministre, Robert Borden, est rapidement acceptée par la Grande-Bretagne.
Lors d’une séance extraordinaire, le 18 août 1914, tenue au Parlement canadien, les partis politiques s’entendent sur la participation du Canada à la guerre. Afin d’assurer le fonctionnement des opérations militaires, la somme allouée jusqu’au 31 mars 1915 est de 50 millions de dollars. Au cours de la même journée, le 18 août 1914, le gouvernement fédéral de Robert Borden mettra en place la Loi des mesures de guerre. Cette loi donne des pouvoirs spéciaux au gouvernement canadien, car il peut ainsi gouverner par décret. Ces pouvoirs sont également accrus lorsqu’il s’agit, entre autres, de détention, d’exclusion et même de déportation d’immigrants.
Des mesures seront prises également en 1917 par la Chambre des communes qui adoptera l'Acte des élections en temps de guerre. Ce qui signifie que les immigrants qui sont originaires de pays ennemis ou qui parlent une langue étrangère ennemie, et qui auraient été naturalisés britanniques après le 31 mars 1902 n’ont plus le droit de voter.
Le 25 septembre 1918, le gouvernement canadien ira jusqu’à interdire la parution de documents rédigés dans une langue ennemie. Dans le cas contraire, on doit avoir la permission du secrétaire de l’État.

### Préparation

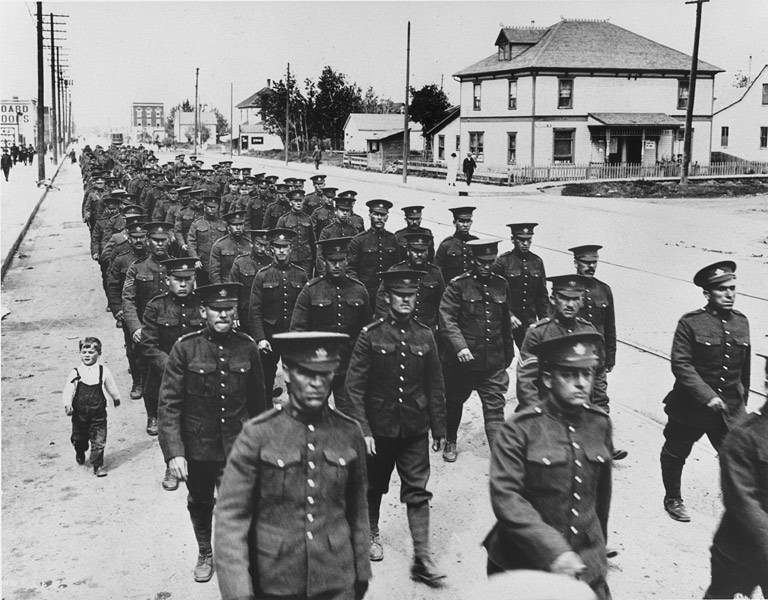
« À la guerre » - hommes du Corps expéditionnaire canadien en Alberta, vers 1914.

Avant la guerre, le Canada dispose d'une milice beaucoup plus importante que son armée régulière et son arme de base est le médiocre fusil Ross Mark III. En effet, cette dernière ne compte que 3 110 hommes et la marine n'en est qu'à ses premiers balbutiements. Sam Hughes, ministre de la Milice et de la Défense, est chargé par Robert Borden de recruter et d'entraîner des troupes pour un service outre-mer. En l'espace de deux mois, les effectifs s'élèvent à 32 000 hommes qui, pour la majeure partie d'entre eux, s'entraînent sur la base Valcartier, au nord de la ville de Québec. 
Deux mois plus tard, le premier Corps expéditionnaire canadien est constitué et s'embarque pour l'Angleterre, formant alors le plus grand convoi n'ayant jamais traversé l'océan Atlantique.
L’ouverture de la base militaire de Valcartier, situé près de Québec, se fait le 8 septembre 1914 où environ 32 000 volontaires canadiens sont appelés à commencer l’entraînement en vue de se préparer pour la guerre en Europe. Le 3 octobre 1914, le premier contingent part pour l’Europe qui compte près de 30 000 Canadiens dont 6 000 d’entre eux proviennent du Québec et le 14 octobre, le 22e Bataillon  composé de Canadiens français est créé.

### Participation
À l'instar des hommes, 3 000 Canadiennes franchissent l'océan au sein du Corps médical canadien. Au début du conflit, en général, les hommes noirs ne pouvaient pas s'enrôler dans l'armée. Quand 50 hommes noirs venant de Sydney en Nouvelle-Écosse offrent leurs services, on leur répond « cela ne vous regarde pas les gars, c'est une guerre de Blancs[réf. incomplète] ». Néanmoins, le 5 juillet 1916, le 2e Bataillon de construction a vu le jour en Nouvelle-Écosse où plus de 600 hommes noirs y ont fait partie. En 1915, les Amérindiens sont autorisés à s'engager et intègrent le 114e Bataillon. Au total, environ 3 500 Amérindiens servent au sein des Forces armées canadiennes parmi d'autres combattants issus d'origines différentes.
Le nombre de volontaires à s’enrôler dans l’armée ne suffisant plus à la demande, le gouvernement de Robert Borden adopte alors la Loi sur le service militaire obligatoire, en 1917. La conscription dans une guerre déclarée par la Grande-Bretagne révolte la population canadienne. Elle provoque au Canada, mais surtout au Québec, des mécontentements et des protestations violentes.

## 1915-1916: le baptême de feu des Canadiens

### Neuve-Chapelle

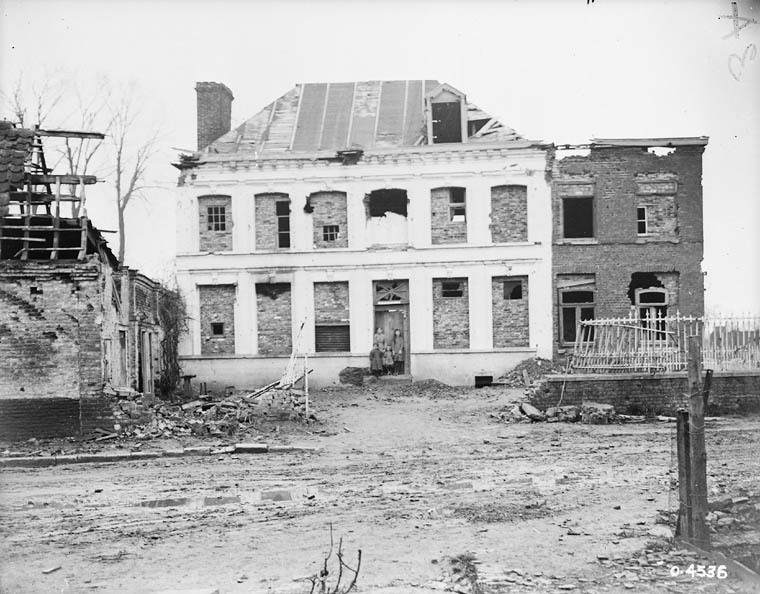
Le quartier général de la 2e Brigade canadienne à Fleurbaix.

Le Corps expéditionnaire canadien entre en contact avec l'ennemi pour la première fois près de la ville de Neuve-Chapelle. À leur arrivée, les Forces canadiennes ont la responsabilité de prévenir toute tentative de renforcement allemande dans ce secteur. Cela a pour but de permettre à la 1re Armée britannique, sous les ordres du général Douglas Haig, de creuser une brèche dans les lignes allemandes et d'établir une nouvelle ligne de front alliée en territoire conquis.
Alors que les Britanniques se révèlent incapables de profiter de cet avantage dû aux difficultés de transmettre les renseignements, les Canadiens, quant à eux, se rendent compte qu'un bombardement intensif ne suffit pas pour annihiler les tranchées ennemies, que les points d'observation pour l'artillerie doivent être mieux choisis, que les réserves sont insuffisantes pour suivre rapidement la progression et, le plus important, que les moyens utilisés pour communiquer avec les troupes avancées sont difficiles, très lents et vulnérables.

### Deuxième bataille d'Ypres

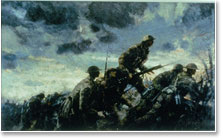
Des soldats canadiens représentés par le peintre canadien Alfred Bastien. Cette peinture est exposée au Musée canadien de la guerre.

Au cours de la première semaine d'avril 1915, les soldats de la 1re Division canadienne sont envoyés en renfort sur le saillant d'Ypres où les forces alliées ont effectué une percée dans les lignes allemandes. Le 22 avril, les Allemands tentent de reprendre l'avantage en utilisant du gaz toxique. Après un bombardement intensif, ils lâchent 160 tonnes de dichlore contenus dans des cylindres installés devant leurs tranchées, profitant ainsi d'un léger vent nord-est. Au fur et à mesure que les nuages vert-jaune arrivent sur les tranchées alliées, les Forces françaises et britanniques, placées de chaque côté des Canadiens, se dispersent. Les soldats, complètement désorientés par cette arme terrible, meurent ou s'enfuient, laissant un trou béant de sept kilomètres dans les lignes alliées. Un soldat des lignes canadiennes découvre qu'il est possible de neutraliser les effets du gaz en pressant des chiffons imbibés d'urine sur le nez et la bouche. La division canadienne est alors la seule à défendre leur position.
Durant toute la nuit les Canadiens se battent pour garder leur position. Le 24 avril, les Allemands lancent une autre attaque au gaz toxique, cette fois-ci directement sur la ligne canadienne. Après deux jours de combat, les Canadiens subissent 6 000 pertes, dont 2 000 morts. En raison de cette résistance acharnée, les Canadiens acquièrent une réputation enviable sur les champs de bataille. De plus, il s'agit de la première fois où un contingent colonial force une grande puissance européenne à se retirer.

## 1916-1918: les batailles les plus meurtrières

### Bataille de la Somme

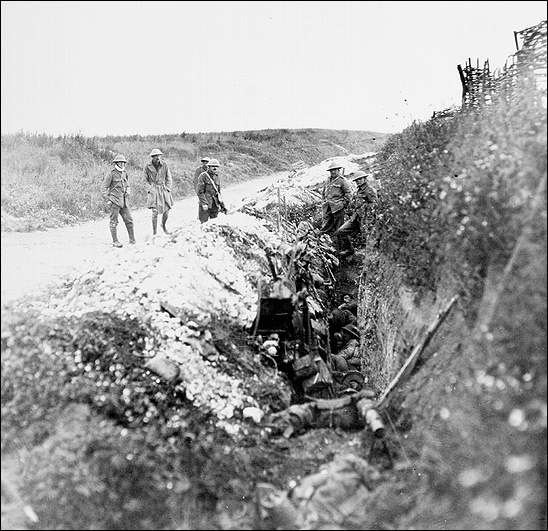
Soldats terre-neuviens avant l'attaque du 1 juillet 1916.

Le conflit suivant auquel les Canadiens prennent part est la bataille de la Somme de mi-septembre à mi-novembre.
À la conférence interalliée de l'Entente à Chantilly, les 6 et 7 décembre 1915 la décision d'attaquer les empires centraux sur tous les fronts en 1916, en Russie, en Italie et sur le Front de l'Ouest fut prise. Le général Joffre obtint de l'Allié britannique le principe d'une attaque conjointe de part et d'autre de la Somme, au printemps 1916. L'attaque allemande à Verdun vint modifier le projet initial. L'attaque fut repoussée au 1er juillet 1916 et l'effort majeur fut confié aux forces armées britanniques.

#### L'échec britannique du1erjuillet 1916
Les Britanniques lancèrent un assaut qui leur causa des pertes considérables (environ 57 550 hommes hors de combat en un jour).
Le Régiment royal de Terre-Neuve fut presque anéanti le 1er juillet 1916, à Beaumont-Hamel, le premier jour de la bataille de la Somme. Une demi-heure environ après le début de l'attaque, sur les 865 hommes qui composaient le régiment, 801 furent mis hors de combat (disparus, morts ou blessés), soit 92 % des effectifs (255 morts, 386 blessés et 91 manquants). Tous les officiers qui ont franchi en premier les tranchées sont soit blessés soit morts. Il s'agit de la plus grosse perte journalière jamais subie pour les Forces britanniques, ainsi que pour le 1er Régiment de Terre-Neuve.

#### La prise de Courcelette
Alors que les combats continuent, les Canadiens, avec l'appui de la nouvelle 4e Division. Du 3 septembre au 18 novembre 1916, le 22e Régiment d'infanterie canadien composé de Canadiens francophones et commandé par Thomas-Louis Tremblay, y connut son premier engagement d'envergure et s'y distingua en prenant le village de Courcelette et en y maintenant sa position malgré de multiples contre attaques allemandes.
Les soldats canadiens reçoivent pour mission d'assurer la sécurité du village de Courcelette. Positionnés sur le flanc gauche de la grande offensive lancée le 15 septembre, les Canadiens mènent un assaut dans un secteur d'une largeur de 2 kilomètres à l'ouest du village. Finalement, le 11 novembre, la 4e Division contrôle la majorité des tranchées allemandes à Courcelette et rejoint par la suite le Corps canadien à Vimy.
La bataille de la Somme fait 24 029 victimes (blessés ou morts) dans les rangs canadiens. Néanmoins, les actions menées forgent peu à peu la réputation des troupes canadiennes. Le premier ministre britannique, Lloyd George, déclare à leur sujet:

« Les Canadiens se distinguèrent à un tel point à l'assaut que pendant le reste de la guerre on les utilisa comme fer de lance dans les grandes batailles. Chaque fois que les Allemands trouvaient en face d'eux le Corps canadien, ils s'attendaient au pire. »

### Bataille de la crête de Vimy

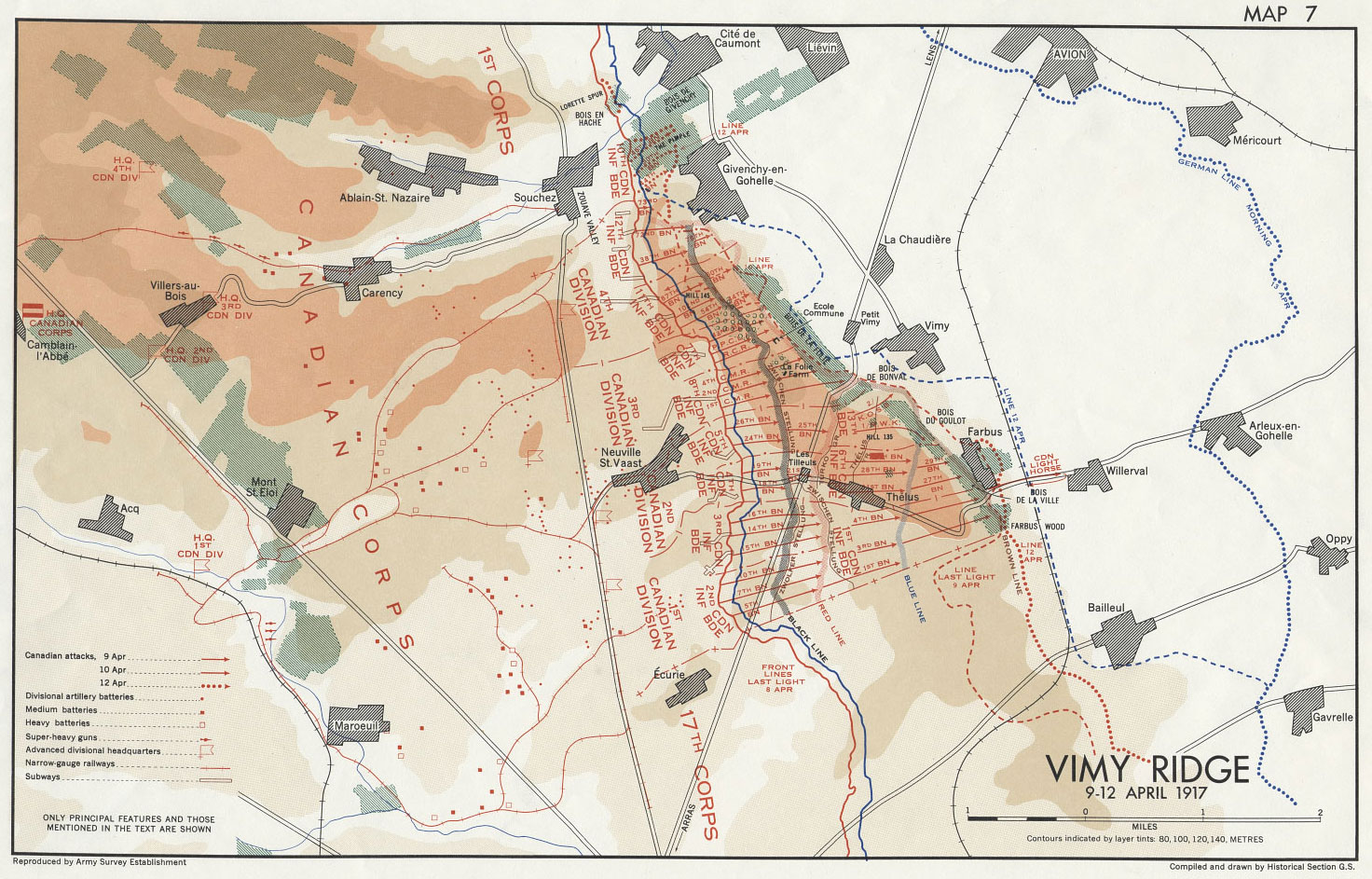
Le plan de la bataille de Vimy.

Au début de l'année 1917, une attaque française massive est prévue ainsi qu'une diversion britannique à Arras. Le Corps canadien reçoit la responsabilité de prendre d'assaut la crête de Vimy, seul relief significatif dans toute cette région. À partir du moment où il s'agit du point de défense de la majeure partie de la production allemande de charbon, la capture de Vimy prodiguerait aux alliés un net avantage autant militaire que sur le plan des ressources.
L'attaque canadienne débute le 9 avril 1917. Pour réduire les pertes, les commandants canadiens décident que les troupes doivent être précédées d'un tir de barrage tout au long de leur avancée. La tactique du barrage roulant (rolling barrage) est ainsi utilisée. De plus, chaque soldat prend connaissance de sa propre zone d'attaque lors de simulations et au moyen également de photos distribuées parmi les hommes. À la fin de la journée, les quatre divisions canadiennes, ayant combattu comme une seule force unie, réussissent à prendre la crête de Vimy.
Même si le Corps canadien subit de lourdes pertes (3 598 morts et 10 602 blessés sur un total de 30 000 hommes), la victoire de Vimy est généralement célébrée comme l'un des éléments fondateurs de la nation canadienne. Plus tard vers l'été, le commandant de la 1re Division canadienne, Arthur Currie, est fait chevalier et devient l'un des premiers commandants de corps non-britanniques dans l'armée britannique (au même titre que les Australiens John Monash et Harry Chauvel et les Sud-Africains Louis Botha et Jan Smuts).
Quatre combattants canadiens reçoivent la Victoria Cross pour leurs faits d'armes au cours de la bataille de Vimy : le soldat William Johnstone Milne (en) (à titre posthume), le sergent Ellis Wellwood Sifton (en) (à titre posthume), le capitaine Thain Wendell MacDowell et le soldat John George Pattison (en).

### Bataille de Passchendaele
La troisième bataille d’Ypres, qui porte le nom officiel de Passchendaele, fait rage de juillet à mi-novembre 1917. Consécutivement au succès de Vimy, le maréchal Douglas Haig lance son attaque controversée dans les Flandres pour s'emparer des lignes de chemin de fer et détruire les bases de sous-marins allemands sur la côte belge. Le 30 octobre, les Forces canadiennes reçoivent l'ordre de relever dans le secteur d'Ypres le Corps d'armée australien et néo-zélandais qui a subi de lourdes pertes. Le général Arthur Currie proteste, en vain, expliquant que le secteur est très boueux et que cette opération ne pourrait être réalisée qu'au prix de lourdes pertes. Currie estime que les Forces canadiennes auraient à déplorer des pertes s'évaluant à 16 000 hommes pour prendre Passchendaele. Cette estimation se révéla plus tard exacte, les pertes à la suite de cet assaut se situent à environ 15 654 hommes.
La bataille commence par un tir de barrage des batteries alliées qui a pour double conséquence de prévenir les Allemands d'une attaque imminente, mais aussi de parsemer le champ de bataille de cratères, de nids-de-poule et de poussière. Les fortes pluies transforment alors la zone en bourbier, limitant drastiquement la mobilité des soldats. Les trous causés par l'artillerie ne pouvaient même plus être utilisés comme abris parce qu'ils étaient remplis d'eau. Haig lance des troupes dans la bataille malgré la détérioration des conditions de combat. Les Forces néo-zélandaises, australiennes et canadiennes font de courtes avancées au prix de pertes élevées, se chiffrant à environ 100 000 hommes. Le 6 novembre 1917, grâce à l'arrivée de renforts, les Canadiens et deux divisions britanniques prennent le village de Passchendaele.

## 1918: les cent jours du Canada
Durant les trois derniers mois, les troupes canadiennes se trouvent stationnées dans plusieurs zones. La première est la crête d'Amiens, le 8 août, où le Corps canadien est chargé (bataille menée conjointement avec les Néo-Zélandais, les Australiens, les Britanniques et les Français) d'être le fer de lance de l'assaut sur les lignes allemandes. À la suite du succès de cet assaut, le moral des forces allemandes s'en trouva très affecté lors de la bataille suivante, à Arras. Erich Ludendorff, général en chef des armées allemandes, déclara d'ailleurs que la bataille d'Arras fut un « jour noir pour l'armée allemande ».

### Bataille d'Amiens

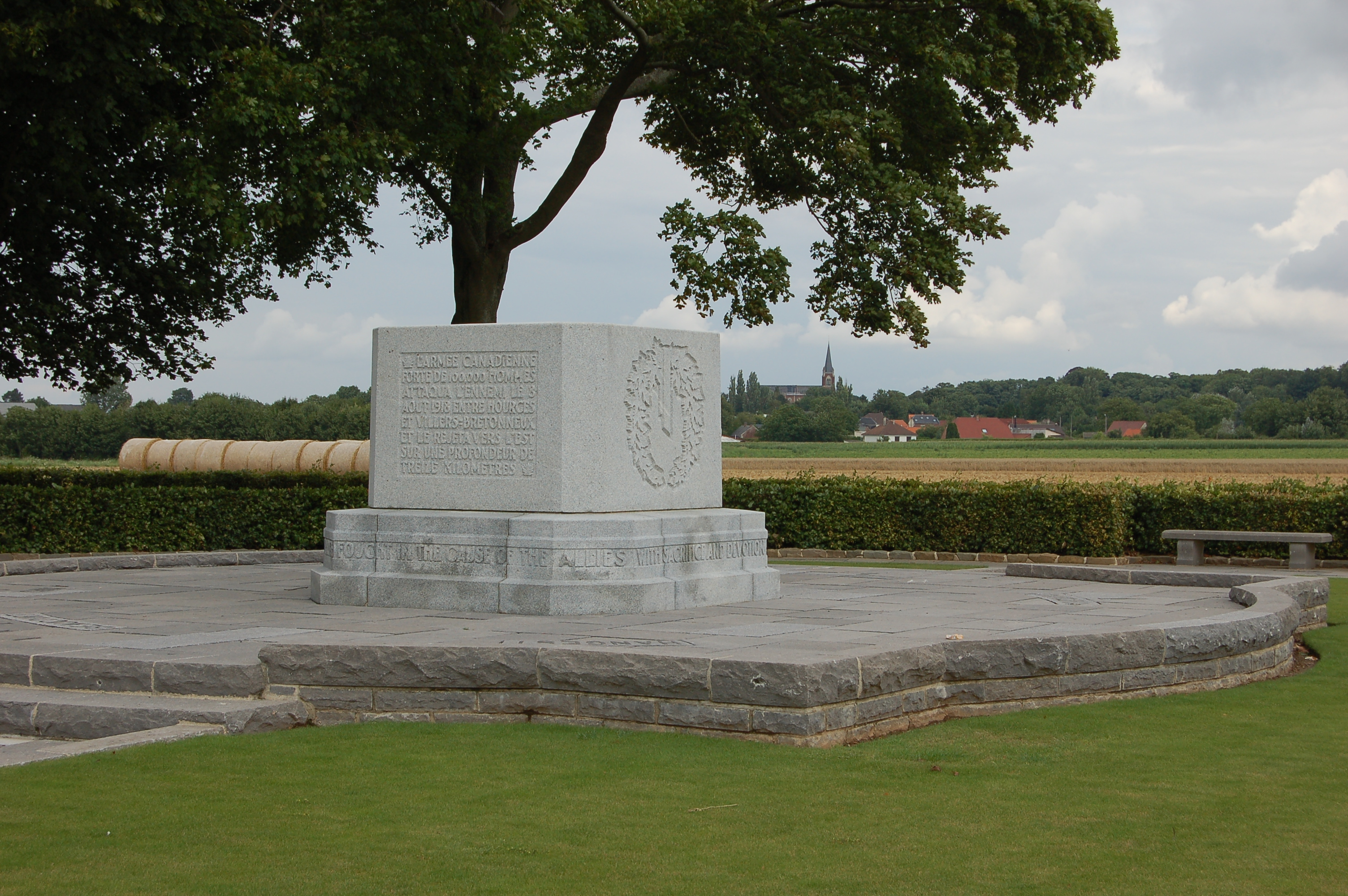
Le mémorial canadien du Quesnel (Somme).

Pour leurrer les Allemands, une fausse attaque fut donc lancée sur le front d'Arras, mais, au tout dernier moment, le Corps canadien fut déplacé de nuit vers Amiens. Le front de l'attaque s'étendait sur vingt-deux kilomètres et demi. Les troupes françaises composaient la moitié sud. La 4e armée britannique fut divisée en deux corps, les Canadiens à droite et les Australiens à gauche, tandis que le 3e corps britannique gardait l'extrême flanc gauche.
L'attaque commença à l'aube du 8 août par un barrage d'artillerie et l'attaque de 420 chars de combat suivis par les fantassins. L'armée canadienne forte de 10 000 hommes attaqua entre Hourges et Villers-Bretonneux. Les batteries ennemies ont rapidement été capturées et les chars « whippet » ont effectué une avance rapide. En ce premier jour, les Canadiens avaient avancé de treize kilomètres; les Australiens, de onze et les Français, de huit tandis que les Britanniques n'avançaient que de trois kilomètres. Les Allemands perdirent 27 000 hommes, quatre cents canons, des centaines de mortiers et de mitrailleuses. Le Corps canadien faisait à lui seul 5 033 prisonniers. Le corps canadien avait perdu 4 000 hommes. La bataille d'Amiens se poursuivit jusqu'au 11 août.

### Bataille de la Ligne Hindenburg
Après leur percée à Amiens et leur retour à Arras, les Canadiens se font confier la tâche de faire céder la ligne Hindenburg.
Entre le 26 août et le 2 septembre, le Corps canadien lance de multiples attaques vers le canal du Nord. Le 27 septembre, les Canadiens parviennent à percer la ligne Hindenburg en passant par une section asséchée du canal. L'opération devient un succès total le 11 octobre lorsque les Canadiens expulsent les Allemands de leur principal centre de distribution lors de la bataille de Cambrai.
Durant les cent derniers jours de la guerre, le Corps canadien marche victorieusement vers Mons. Néanmoins, durant cette période les pertes s'élèvent à 46 000 hommes. Le dernier soldat canadien tué lors de la Première Guerre mondiale est George Lawrence Price, deux minutes avant que l'armistice ne prenne effet à 11 heures le 11 novembre 1918. Il est d'ailleurs traditionnellement reconnu comme étant le dernier soldat de l'empire britannique tué lors de la Première Guerre mondiale.

## Bilan humain
En 1914, la population du Canada s'élevait à 7,2 millions d'habitants. En 1918, 650 000 Canadiens participaient au conflit dont 426 000 sur le front occidental. Les victimes terre-neuviennes ne sont pas comptabilisées avec les victimes canadiennes.
| Soldats tués | Civils tués | Total tués | Soldats blessés | Total victimes |
| ------------ | ----------- | ---------- | --------------- | -------------- |
| 64 944       | 2 000       | 66 944     | 149 732         | 216 676        |

## Lieux de mémoire

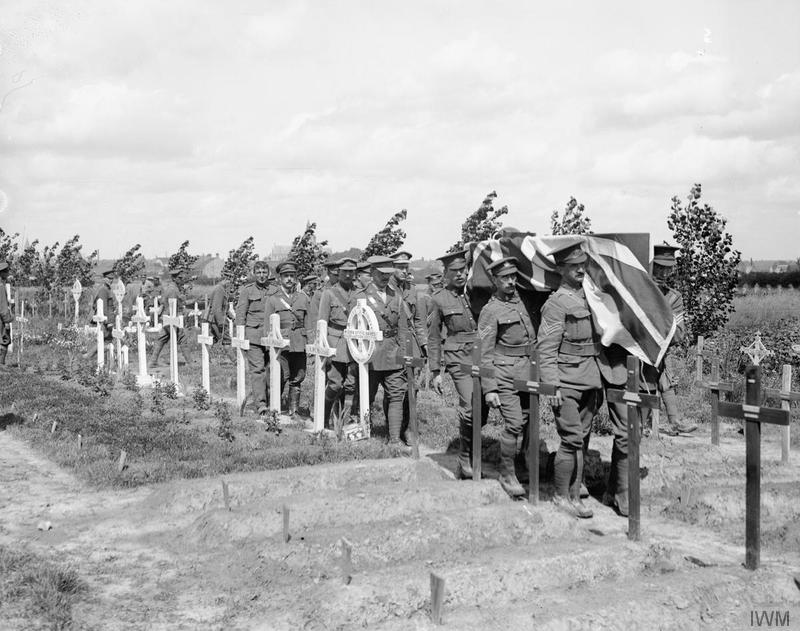
Funérailles d'un militaire canadien au cimetière de Poperinge après la bataille de Passchendaele en Belgique

### Belgique
- Courtrai : Mémorial terre-neuvien
- Langemark-Poelkapelle : Mémorial canadien
- Ypres :
  - Mémorial canadien de la colline 62 (Bois du Sanctuaire) à Zillebeke
  - Mémorial canadien de Saint-Julien[8]
  - Monument à John McCrae,
  - Monument au 10e bataillon canadien et au 16e bataillon canadien écossais
  - Monument au 15e Bataillon (48th Highlanders of Canada)
- Zonnebeke : 
  - Mémorial canadien de Passchendaele
  - Passchendaele New British Cemetery

### France

#### Nord
- Masnières : Mémorial terre-neuvien

#### Pas-de-Calais
- Vimy : Mémorial de Vimy (Mémorial national du Canada)
- Bourlon : Mémorial canadien du bois de Bourlon
- Dury : Mémorial canadien
- Monchy-le-Preux : Mémorial terre-neuvien

#### Somme
- Courcelette : Mémorial canadien
- Le Quesnel : Mémorial canadien
- Beaumont-Hamel : Mémorial terre-neuvien
- Gueudecourt : Mémorial terre-neuvien[8]